# Krista Kosonen
Krista Erika Kosonen (nascuda el 28 de maig de 1983) és una actriu finlandesa. És coneguda per les seves aparicions a pel·lícules com Jade Warrior (2006), Prinsessa (2010) i Syvälle salattu (2011). Es va fer famosa a Finlàndia en sortir al programa televisiu d'humor Putous.
Actualment protagonitza la sèrie d'HBO Beforeigners.

## Filmografia

### Pel·lícules
- Jade Warrior (2006)
- The Year of the Wolf (2007)
- Prinsessa (2010)
- Syvälle salattu (2011)
- Risto (2011)
- Juoppohullun päiväkirja (2012)
- Corbata pohjoiseen (2012)
- Kaikella rakkaudella (2013)
- Wildeye (Kätilö) (2015)
- Blade Runner 2049 (2017)
- Miami (2017)
- Dogs Don't Wear Pants (2019)

### Televisió
- Suojelijat (2007)
- Uutishuone (2009)
- Putous (2010–2014)
- Bullets (2018-)

### Sèrie de televisió
- 2019 Beforeigners (Fremvandrerne)